# З плином часу
«З плином часу» (нім. Im Lauf der Zeit) — німецький дорожній фільм режисера Віма Вендерса 1976 р. Третя частина роуд-муві трилогії Вендерса, в яку увійшли Аліса у містах (1974) і Фальшивий рух (1975). Став одноголосним переможцем призу ФІПРЕССІ на Каннському кінофестивалі 1976.

## Сюжет
Фільм розповідає про кіномеханіка по імені Бруно Вінтер (Рюдігер Фоглер), який зустрічає Роберта Ландера (Ханс Zischler), який тільки що пережив розрив з дружиною, після того, як він направляє свою машину в річку через нерішучу спробу самогубства. Бруно дозволяє Роберту поїхати з ним, поки його одяг висихає, лише зрідка розмовляючи під час поїздки вздовж західної сторони Східно-німецького кордону в ремонтному автомобілі, відвідуючи кінотеатри, в яких щось вийшло з ладу.
Під час подорожі Бруно і Роберт стикаються з людьми у різних станах відчаю, в тому числі людиною, чия дружина покінчила з собою, направивши машину в дерево. Роберт відвідує свого літнього батька, і дорікає йому за неповагу до матері Роберта. Після того, як Бруно і Роберт мають незначні сутички після розмови про Роберта і його дружину, Роберт, нарешті, покидає Бруно, але Бруно пізніше помічає його, їдучи поїздом. Бруно продовжує свої візити в театри, в тому числі той, що більше не демонструє фільми, тому що власник вважає сучасні фільми експлуататорськими.

## Виробництво
Фільм містить багато сцен без діалогів, в тому числі сцену дефекації, він був знятий у чорно-білому стилі давнім співробітником Вендерса, Роббі Мюллером.
З плином часу був знятий у чорно-білому широкоекранному (5:3) форматі. Тільки перша сцена фільму, в якій Вінтер і Ландер зустрічаються, була знята за сценарієм, все інше було чистою імпровізацією акторів. Вім Вендерс зняв 49000 м плівки, у заключній версії залишивши 4760 м. Камера ARRI 35 BL, плівка від Kodak (Plus-X and Four-X), скопійована на позитив ORWO.
Пісні, які грали у портативному одно-дисковому плеєрі Бруно: «Чим більше я дивлюсь на вас» Кріс Монтес, «Як і Едді» Хайнца, і «Король дороги» Роджера Міллера.
Вартість виробництва складала 730,800 ДМ (тоді еквівалентно $315,000). Фільм фінансувався з сценарної премію Федерального Міністерства внутрішніх справ у розмірі 250 000 німецьких марок.
Це був перший фільм Вендерса, зроблений його новою компанією Road Movies Produktion. Він зняв його у чорно-білому, тому що думав, що так буде «набагато реалістичніше і природніше, ніж у кольорі».

## Реакція
У Німеччині Lexicon of International Film писав, що «Фільм Віма Вендерса поєднує в собі захоплюючу ясність і епічний спокій класичного роману виховання з міфічними якостями американського жанрового кіно… сам простір сприяє розкриттю героїв, думок і пейзажів». Wolf Donner з «ді Цайт» казав, що «Рух, послідовна зміна мальовничих і багатозначних кадрів, високо поетичні композиції і технічна досконалість становлять особливу чарівність цієї тригодинної чорно-білої картини. […] Сцени, зняті в нічному тумані, у вечірніх і вранішніх сутінках, глибока різкість, різноманіття об'єктивів, райдужні ефекти при взаємодії фільтрів, природне та штучне освітлення, довгі кадри, де цілі пейзажі виглядають підсвіченими: ці формальні якості завжди одночасно несуть подвійний сенс цієї між-просторової мандрівки за межами звичайної прив'язки до реальності. Технічна віртуозність „З плином часу“ вразить кіноманів».
Кінокритик Дерек Малкольм дав З плином часу 89 місце у його списку 100 улюблених фільмів. Малкольм каже, що Вендерс «досягає фізичного почуття часу, місця і атмосфери, і того, як на кожного впливає їхня крихітна крапка в історії». Він був порівняний з Easy Rider і Two-Lane Blacktop і називається завершеним роуд-муві. Річард Комбс писав, що «відчуження-це не зовсім тема Вендерса, хоча його одинокі, самозакохані герої наводять на таку думку.»
Фільм отримав приз ФІПРЕССІ на Каннському кінофестивалі 1976 і приз Золотий Хьюго на Чиказькому міжнародному кінофестивалі.

## Домашнє відео
З плином часу вийшов 2008 року як DVD другого регіону з англійськими субтитрами. У 1987 він вийшов як відеокасета. У 2016 році, The Criterion Collection випустив цей фільм в регіоні 1 на ДВД і Блю-Рей, разом з Алісою у містах і Фальшивим рухом, як Вім Вендерс: Дорожня трилогія.